# Being Julia
Being Julia ist eine kanadisch-US-amerikanisch-ungarisch-britische Spielfilm-Komödie von 2004 nach dem Roman Theater (Theatre) von William Somerset Maugham. Regie führte István Szabó. Annette Bening wurde für ihre Rolle einer Schauspielerin, die das Scheitern ihrer Ehe zu kompensieren sucht, indem sie sich in eine Beziehung mit einem jüngeren Mann stürzt, als Beste Hauptdarstellerin für den Oscar nominiert. Der Roman wurde bereits 1962 mit Lilli Palmer in der Hauptrolle als Julia, du bist zauberhaft verfilmt.

## Handlung
Londons West-End Ende der 1930er Jahre. Julia Lambert ist eine in die Jahre gekommene, aber noch immer gefeierte Schauspielerin am Theater ihres Ehemannes Michael. Die Fassade einer intakten Ehe beginnt zwar allmählich zu bröckeln, trotzdem bleiben die beiden als erfolgreiches Gespann zusammen. Julia fühlt sich ausgelaugt, das Stück läuft schon zu lange, und sie besteht auf einer Pause.
Gerade zur rechten Zeit bemüht sich der junge Amerikaner Tom Fennel, den Michael ihr vorgestellt hat, stürmisch um sie. Es kommt zu einer heftigen Affäre, die Julias Auftritt auf der Theaterbühne ungemein beflügelt. Damit Julia sich erholen könnte, hatte Michael aber schon einen Aufenthalt auf dem Land geplant und den jungen Tom dazu eingeladen. Die Affäre nimmt nun weiter ihren Lauf, aber Tom beginnt sich auch nach anderen schönen jungen Frauen umzuschauen. Schließlich merkt Julia, dass Tom eine Liebschaft mit der Debütantin Avice angefangen hat und nun versucht, ihr über Julia die zweite Hauptrolle in einem neuen Stück zu verschaffen.
Julia nimmt daraufhin Rache an den beiden, indem sie sich scheinbar auf deren Plan einlässt. Sie sorgt zunächst dafür, dass Avice die gewünschte Rolle erhält. Mittlerweile hat Avice auch eine Affäre mit Julias Ehemann begonnen. Kurz vor der Premiere bietet er ihr einen langfristigen Vertrag an, den sie annimmt. Bei der Premiere sorgt Julia dafür, dass die unerfahrene Avice sich vor dem Publikum lächerlich macht. Sie stiehlt ihr die Show, indem sie, nicht wie geplant, in einem dezenten Kleid auftritt, sondern in einem unglaublich spektakulären Kostüm. Sie hält sich nicht an Regieanweisungen, unterbricht den Text von Avice, gibt das falsche Stichwort und übernimmt sogar Teile ihres Textes. Philip, der Regisseur, ist entsetzt, und der Autor des Stücks steht kurz vor einem Nervenzusammenbruch. Avice muss nun improvisieren und sieht dabei sehr komisch aus, während Julia souverän das Stück im Alleingang rettet und damit das Publikum schwer beeindruckt. Aber auch die unfreiwillige Komik der unbeholfenen Avice kommt beim Publikum gut an, und sie erntet sowohl Gelächter als auch Beifall. Tom ist enttäuscht, Avice tobt wegen ihres „Mißerfolgs“, und Julia bleibt der umjubelte Star. Doch auch die Rivalin, Avice, hat beim Publikum gepunktet und, da sie dieses zum Lachen gebracht und damit positiv auf ihre Performance reagiert hat, behält sie ihren Vertrag. Ihrer Bühnenkarriere steht nichts mehr im Weg.

## Kritiken
- Das Lexikon des internationalen Films bescheinigte dem Film „Tempo“ und „Leichtigkeit“, erwähnte aber „dramaturgische Ungereimtheiten“.[3]

- Cinema bezeichnete den Film als „Leichtgewicht“ und schrieb, dass sich die „Hauptdarstellerin die Oscar-Nominierung redlich verdient“ habe.[4]

## Auszeichnungen (Auswahl)
- 2004 Beste Hauptdarstellerin – NBR Award des National Board of Review.
- Benning wurde für ihre schauspielerische Leistung mit einem Golden Globe Award (2005) in der Kategorie Beste Hauptdarstellerin – Komödie oder Musical ausgezeichnet.
- Bei den Satellite Awards 2005 gewann Benning als Beste Hauptdarstellerin und Jeremy Irons wurde als Bester Nebendarsteller nominiert.
- Beim Europäischen Filmpreis gab es Nominierungen für die Beste Kameraführung (2004) für den Kameramann Lajos Koltai und in der Kategorie Jameson-Publikumspreis – Beste Regie (2005) für den Regisseur István Szabó.
- Benning wurde bei der Oscarverleihung 2005 als Beste Hauptdarstellerin nominiert.
- 2005 erhielt der Film bei den Genie Awards zwei Nominierungen, nämlich für Bruce Greenwood als Besten Nebendarsteller und Robert Lantos für den Besten Film.
- Beim Goya 2005 wurde István Szabó für den Besten europäischen Film nominiert.
- Die Deutsche Film- und Medienbewertung FBW in Wiesbaden verlieh dem Film das Prädikat besonders wertvoll.

## Hintergründe
Der deutsche Verweistitel lautet Alle lieben Julia.
Der Film wurde ab dem 16. Juni 2003 in Budapest, England, Jersey, Kecskemét und London gedreht. Das Budget betrug in etwa 18 Millionen US-Dollar.